# Interrupce v Rakousku
Interrupce v Rakousku jsou plně legalizovány od 1. ledna 1975. Potraty lze provádět na vyžádání v nemocnicích během prvních tří měsíců od začátku těhotenství. Potraty lze provádět i později, pokud je ohroženo tělesné nebo duševní zdraví ženy, pokud je plod nevyléčitelně nemocný nebo pokud je pacientka mladší 14 let.
Pro lékaře, kteří se rozhodnou neprovádět potraty na základě osobního nebo náboženského přesvědčení, neexistují žádné tresty, s výjimkou případů, kdy jde o život ženy a neprovedení potratu způsobí smrt ženy. Zákon z roku 1975 chrání lékaře, kteří se rozhodnou neprovádět potraty. Existuje jen velmi málo potratových klinik nebo nemocnic s možností potratů mimo velká města, takže je téměř nemožné potratit na venkově. Potraty nejsou propláceny veřejným zdravotním systémem.
V roce 2000 činila míra potratů 1,4 potratu na 1000 žen ve věku 15–44 let.
Potraty v Lichtenštejnsku, které hraničí s Rakouskem, zůstávají nezákonné. Některé ženy, které se rozhodnou ukončit nechtěné těhotenství, překročí hranici do Rakouska, aby zákrok podstoupily.